# Памятник М. И. Калинину (Москва)
Памятник М. И. Калинину — скульптурный монумент в Москве. Посвящён советскому государственному и партийному деятелю, «всесоюзному старосте» Михаилу Ивановичу Калинину. Памятник был торжественно открыт 26 апреля 1978 года. Авторы проекта — скульптор Б. И. Дюжев и архитектор Е. И. Кутырев. Изначально памятник стоял в сквере на углу нынешней улицы Воздвиженки и Большого Кисловского переулка. В 1991 году памятник был демонтирован и перемещён в парк Музеон.

## История
После смерти М. И. Калинина постановлением Совета Министров СССР от 30 июня 1946 года «Об увековечении памяти Михаила Ивановича Калинина» было предписано «соорудить памятник М. И. Калинину в Москве, Ленинграде и Калинине». Согласно этому постановлению был устроен закрытый конкурс. Проекты памятника для Москвы разрабатывали С. Д. Меркуров, Н. В. Томский и С. Н. Попов.
В 1968 году было выбрано будущее расположение памятника — сквер на пересечении проспекта Калинина (ныне ул. Воздвиженка) и улицы Семашко (ныне Большой Кисловский пер.). Это место было выбрано в связи с тем, что неподалёку от него, в бывшей гостинице «Петергоф» (ул. Воздвиженка, 4), находилась приёмная М. И. Калинина. В 1971 году Министерство культуры СССР издало приказ о начале проектирования будущего памятника. Работы были поручены скульптору Б. И. Дюжеву и архитектору Е. И. Кутыреву.
26 апреля 1978 года состоялось открытие памятника. На торжественном митинге присутствовали первый секретарь Московского горкома КПСС В. В. Гришин, секретарь Президиума Верховного Совета СССР М. П. Георгадзе, заведующий Отделом культуры ЦК КПСС В. Ф. Шауро, Первый секретарь Московского областного комитета КПСС В. И. Конотоп, заместитель Председателя Верховного совета РСФСР О. П. Колчина, председатель исполкома Моссовета В. Ф. Промыслов и другие.
В 1991 году памятник был демонтирован. Бронзовая скульптура была перемещена в парк Музеон, а постамент — снесён. Позднее на месте памятника был построен автосалон.

## Описание
На площади, где находился памятник, трестом СУ-37 строительства набережных и мостов были устроены мозаичные гранитные дорожки. Двухметровый постамент из полированного красного гранита стоял на основании и серого гранита, возвышавшегося над тротуаром на четыре ступени. На постаменте размещалась бронзовая фигура сидящего в рабочем кресле М. И. Калинина. Правая рука скульптуры лежит на ручке кресла. В левой руке, согнутой в локте, — листы бумаги. Корпус слегка наклонён вперёд. «Всесоюзный староста» погружён в раздумье. Он будто внимательно слушает собеседника. Поза его свободна, но одновременно собрана и готова к движению. Рядом с памятником трестом «Мосзеленстрой» были высажены ели, каштаны, ива, рябина и другие растения, характерные для родины М. И. Калинина, села Верхняя Троица Тверской области.
По утверждению искусствоведа Н. В. Воронова, памятник «не принадлежит к числу произведений, украшающих столицу». Стоящее за монументом административное здание, по его мнению, не может служить подходящим фоном.